# Reinsberg (Németország)
Reinsberg település Németországban, azon belül Szászország tartományban. Lakosainak száma 2836 fő (2023. december 31.). Reinsberg Nossen és Großschirma községekkel határos.

## Népesség
A település népességének változása:
| Lakosok száma | 2902 | 2882 | 2802 | 2832 | 2836 |
|               | 2017 | 2019 | 2021 | 2022 | 2023 |